# PhonAndroid
PhonAndroid est un média pure player traitant de l’actualité Android, de l’univers de la high-tech, de la téléphonie, de l’informatique, du jeu vidéo, d’Internet et de la pop-culture.  

## Historique
Le site PhonAndroid est lancé en 2010 par Bernard David Corroy. Il est vendu à Galaxie Media (ex-Purch France) à l’été 2019,.
Fin 2022, CCM Benchmark (Groupe Figaro) rachète PhonAndroid à Galaxie Media,.
Le site réalise des tests de produits sur smartphones, objets connectés, ordinateurs portables, consoles de jeu. Il propose des guides d’achats, des tutoriels, une section bons plans et un forum.